# Carmina Virgili

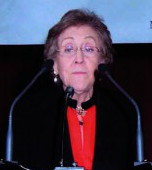
Carmina Virgili, 2013

Carmina Virgili i Rodón (* 19. Juni 1927 in Barcelona; † 21. November 2014 ebenda) war eine spanische (katalanische) Geologin.

## Leben
Ihr Vater war ein hoher Beamter in Katalonien, die Mutter Carme Rodón Professorin für Pharmazie. Carmina Virgili studierte in Barcelona Naturwissenschaften mit dem Lizenziatsabschluss 1949 und wurde 1959 in Geologie promoviert. 1958 wurde sie Assistenzprofessorin am Lehrstuhl von Felip Solé i Sabarís, 1963 Professorin in Oviedo und 1968 Professorin in Madrid, an der heutigen Universität Complutense Madrid. 1968 bis 1981 war sie außerdem Direktorin der Abteilung Angewandte Geologie (Geologia Econòmica) des C.S.I.C. 1977 bis 1980 war sie Dekanin der Fakultät für Geologie in Madrid.
Sie arbeitete eng mit französischen Wissenschaftlern und war 1972/73  und 1974 Gastprofessorin in Straßburg. 1987 bis 1996 war sie Direktorin des Collège d’Espagne an der Cité Internationale Universitaire de Paris.
Sie befasste sich insbesondere mit Paläogeographie und Stratigraphie der Trias in Spanien, aber auch mit Perm und Jura. 1976 bis 1980 stand sie der Arbeitsgruppe für das Mesozoikum in Spanien vor und sie war Gründungsmitglied der spanischen Arbeitsgruppe für Sedimentologie.
Sie war die dritte Frau, die in Spanien Universitätsprofessorin war und die erste im Fach Geologie. 1996 bis 2000 war sie Senatorin der Provinz Katalonien für die katalanische sozialistische Partei (Partit dels Socialistes de Catalunya, PSC).
1982 bis 1985 war sie Staatssekretärin für Hochschulen und Forschung unter Felipe González und 1982 bis 1996 in der spanischen UNESCO-Kommission. 1977 bis 1987 stand sie der Fundació Pablo Iglesias vor.

## Ehrungen
- 1957 “Leonardo Torres Quevedo” Preis des  C.S.I.C.
- 1985 Großkreuz des Orde Civil d’Alfons X el Savi
- 1986 Medalla Narcís Monturiol
- 1990 Offizier des Ordre des Palmes Académiques
- 1993 Offizier der Ehrenlegion
- 1995 Creu-de-Sant-Jordi-Preis
- 2005 Ehrenmitglied des Ilustre Colegio Oficial de Geólogos
- 2006 Mitglied der Königlich Spanischen Akademie der Wissenschaften (Reial Acadèmia de Ciències)
- 2008 Medalla al treball President Macià
- 2008 Ehrendoktor der Universität Girona
- 2009 Goldmedaille der Universität Barcelona
- 2013 Goldmedaille der Universität Complutense Madrid[1]

## Schriften
- El Tríasico de los Catalànides, Bol. Inst. Geol. Min. Esp., Band 69, 1958, S. 1–856
- mit G. Dubar, M. R. Mouterde, L. C. Suarez Vega: El Jurásico de Asturias (Norte de España), Cuadernos Geología Ibérica, Band 2, 1971, S. 561–580.
- mit S. Hernando, A. Ramos, A. Sopena: Le Permien en Espagne, in: H. Falke (Hrsg.) The Continental Permian in Central, West and South Europe, Kluwert 1976, 91–109
- mit S. Hernando, A. Ramos, A. Sopena: Problemas de la cronoestratigrafía del Trías en España, Cuadernos de Geología Ibérica, Band 4, 1977, S. 57–88, pdf
- Cartografía del Triásico y Pérmico del Borde Oriental del Sistema Central y Rama Castellana de la Cordillera Ibérica, Cuadernos de Geología Ibérica, Band 6, 1980, S. 13–20, pdf
- mit S. Hernando, A. Ramos, A. Sopena: El relleno posthercínico y la sedimentación mesozoica, in: J. A. Comba (Hrsg.), Libro Jubilar José María Ríos. Geología de España I, Madrid: Instituto Geológico y Minero de España, 1983, S. 25–36
- mit A. Arche, S. Hernando, A. Ramos, A. Sopena: El Triásico, in: J. A. Comba (Hrsg.), Libro Jubilar José María Ríos. Geología de España II, Madrid: Instituto Geológico y Minero de España, 1983, S. 47–62.
- The Permian-Triassic transition: Historical review of the most important ecological crises with special emphasis on the Iberian Peninsula and Western-Central Europe, Journal of Iberian Geology, Band 34, 2008, S. 123–158, pdf